# Joseph Plateau
Joseph Antoine Ferdinand Plateau (Bruxelles, 14 ottobre 1801 – Gand, 15 settembre 1883) è stato un fisico belga.
È noto, in particolare, per l'invenzione, nel 1832, di uno strumento ottico, il fenachistoscopio, che permetteva di visualizzare immagini animate: questa invenzione contribuì allo sviluppo della tecnica cinematografica.

## Biografia
Plateau nacque a Bruxelles il 14 ottobre 1801. Egli imparò a leggere già all'età di sei anni, una situazione molto rara al tempo, mostrando interesse per le scienze naturali già nei primi anni di scuola. Dopo la morte dei genitori, Joseph e le due sorelle furono cresciute dallo zio materno, un avvocato. Per allontanarsi dalla città che aveva loro recato dolore, lo zio decise di spostarsi a Ohain, nei pressi di Waterloo. La scelta non si rivelò azzeccata, in quanto il giorno successivo al trasferimento ebbe luogo la battaglia di Waterloo e i bambini dovettero rifugiarsi nella foresta di Soigne assieme agli altri abitanti del posto.
All'età di 16 anni, il giovane Plateau iniziò la scuola secondaria nell'Ateneo di Bruxelles. Nel 1822, fu costretto dallo zio a frequentare la facoltà di giurisprudenza presso l'Università di Liegi, benché non fosse incline agli studi umanistici. Decise dunque, in maniera sorprendente, di intraprendere nello stesso momento gli studi scientifici presso la stessa città. Nel 1827 pubblicò un primo saggio scientifico sulla rivista di Quételet, già suo insegnante di scienze al liceo, dal nome "Correspondance Mathématique et Physique". Conseguì il dottorato in fisica e matematica nel 1829.
Affascinato dalla persistenza delle immagini sulla retina, realizzò un esperimento durante il quale fissò il sole in maniera diretta per quasi 30 secondi. Egli considerò la sua successiva perdita della vista come conseguenza dell'esperimento. In effetti, egli non fu in grado di vedere quasi nulla per alcuni giorni già dopo la sperimentazione ed egli stesso racconta di come tra il 1829 e il 1841 iniziasse ad avere problemi nel distinguere i colori fino a diventare poi completamente cieco nel 1843, perdendo l'uso prima dell'occhio destro e poi di quello sinistro.
Durante i giorni della Rivoluzione belga contro il regime olandese, la sua casa fu occupata da alcuni volontari locali che la adoperavano per esecuzioni. Plateau si spostò a sud in Vallonia, sulle Ardenne. Tornato a Bruxelles nel 1830, iniziò a pubblicare diverse opere scientifiche divenendo professore dell'Accademia Reale di Bruxelles nel 1833, dopo aver inventato, nel 1832, una sorta di stroboscopio, il fenachistoscopio: esso consisteva di due dischi, uno dei quali con finestre radiali equidistanti attraverso le quali l'osservatore poteva guardare il secondo disco che conteneva una sequenza di immagini. Quando i due dischi ruotano alla velocità corretta l'osservatore può così visionare un'animazione. La proiezione di fotografie stroboscopiche, che creavano l'illusione del movimento, diedero così un decisivo contributo alla tecnica cinematografica.

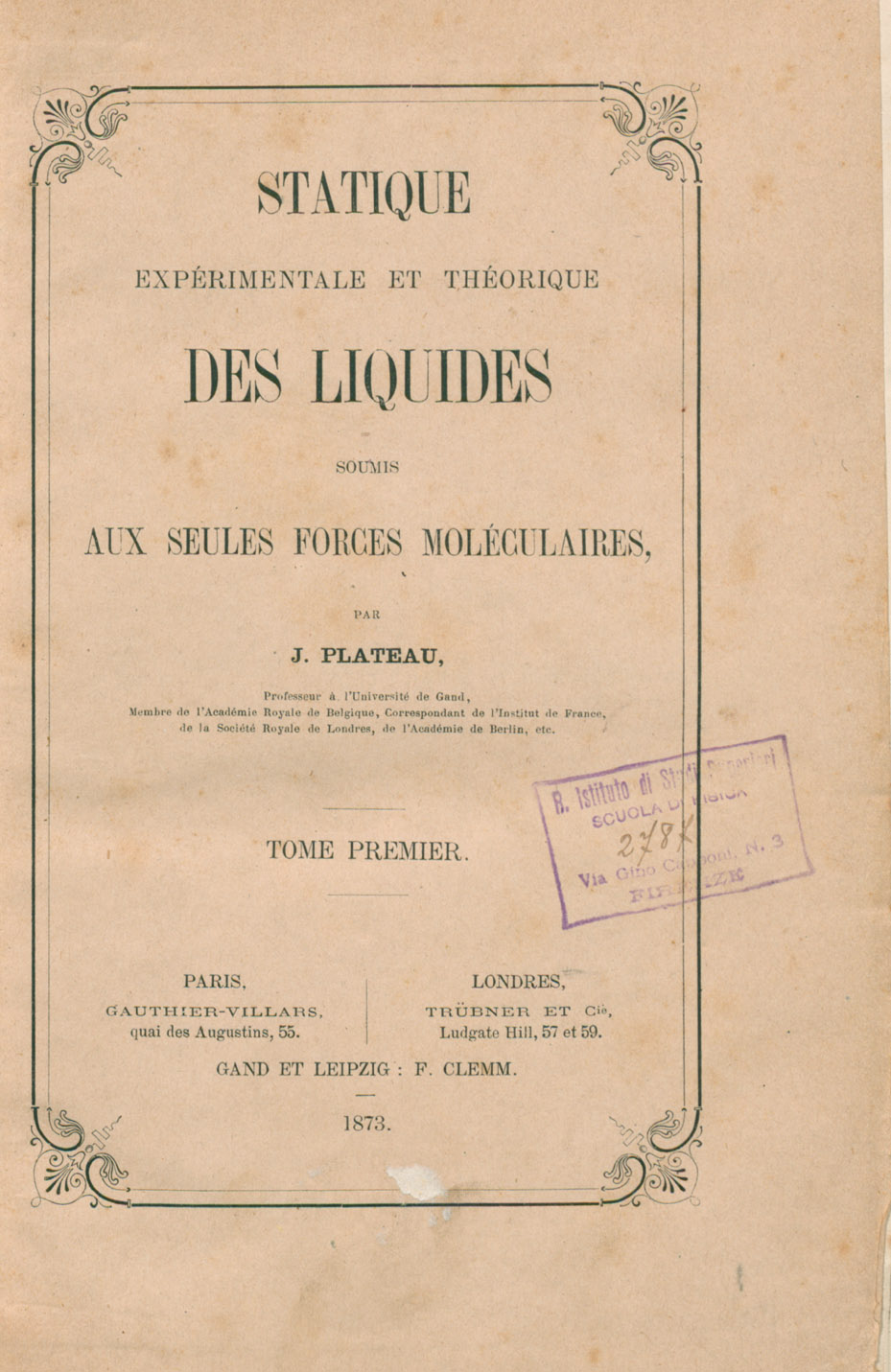
Statique expérimentale et théorique des liquides soumis aux seules forces moléculaires, 1873

Venne poi nominato professore di Fisica sperimentale all'Università di Gand e sposò Fanny Clavareau il 27 agosto 1840. L'esperienza di Plateau che aveva perso la vista a seguito di un esperimento attirò un grande interesse da parte della comunità scientifica, tanto da essere associato, per via della sorte che gli toccò, a Ludwig van Beethoven, il celeberrimo compositore divenuto sordo.
Plateau studiò anche il fenomeno della capillarità e della tensione superficiale ("Statique expérimentale et théorique des liquides soumis aux seules forces moléculaires", 1873). Contribuì ai primi studi sull'instabilità capillare di un cilindro liquido, e il problema matematico della definizione di una superficie minima con confini dati, prende il nome da lui.
Condusse studi esaurienti sulle lamine di sapone e formulò le leggi di Plateau che descrivono la forma di questo genere di superfici. Negli ultimi anni della sua vita fu visitato da diversi oftalmologi per via della sua condizione.
Joseph Plateau si spense all'età di 81 anni, il 15 settembre 1883, a Gand.

## Opere
- (FR) Statique expérimentale et théorique des liquides soumis aux seules forces moléculaires, vol. 1, Paris, Gauthier-Villars, 1873.
  - (FR) Statique expérimentale et théorique des liquides soumis aux seules forces moléculaires, vol. 2, Paris, Gauthier-Villars, 1873.